# Rivalité maternelle
Rivalité maternelle (The Rival) est un téléfilm canadien réalisé par Douglas Jackson et diffusé aux États-Unis le 9 octobre 2006 sur Lifetime.

## Synopsis
Une femme accueille chez elle la mère porteuse qui donnera naissance à son enfant. Elle basculera progressivement dans la folie quand la jalousie s'emparera d'elle

## Fiche technique
- Réalisation : Douglas Jackson
- Scénario : W.T. McCoy, David DeCrane et Christine Conradt, d'après une histoire de Mark Castaldo
- Société de production : S.V. Thrilling Movies / Sound Venture Productions
- Durée : 86 minutes

## Distribution
- Tracy Nelson : Alice
- Linden Ashby (VF : Luc Boulad) : George
- Heather Tom (VF : Marine Boiron) : Jennifer Adams
- Shannon Gamble : Stacie
- Tyrone Benskin (VF : Frédéric Norbert) : Détective Martin
- Neil Napier : David Browning
- Sophie Gendron : Lisa Kennedy
- Barbara Niven : Linda Zeller
- Anna Ferguson : Tante Estelle
- Jenna Wheeler-Hughes : Sarah